# Prohierodula mundamensis
Prohierodula mundamensis es una especie de mantis de la familia Mantidae.

## Distribución geográfica
Se encuentra en Camerún.